# Loćane
Lloqan en albanais et Loćane en serbe latin (en serbe cyrillique : Лоћане) est une localité du Kosovo située dans la commune de Deçan/Dečani, district de Dakovica/Gjakovë (Kosovo) ou district de Peć/Pejë (Serbie). Selon le recensement kosovar de 2011, elle compte 499 habitants, dont une majorité d'Albanais.

## Histoire
Le village abrite une maison en bois datant des années 1700-1710 ; elle figure sur la liste des monuments culturels d'importance exceptionnelle de la République de Serbie.

## Démographie

### Évolution historique de la population dans la localité
| 1948 | 1953 | 1961 | 1971 | 1981 | 1991 | 2011 |
| ---- | ---- | ---- | ---- | ---- | ---- | ---- |
| 508  | 547  | 592  | 596  | 694  | 737  | 499  |

|  |